# River Pang
Der River Pang ist ein Fluss in Berkshire, England. Der Pang entsteht bei Compton und fließt in südlicher Richtung. Er unterquert die Autobahn M4 westlich von Yattendon. Westlich von Bucklebury wendet sich der Fluss nach Osten. Er passiert Bradfield und unterquert erneut die M4. Nach der Unterquerung der Autobahn wendet er sich in nördlicher Richtung und fließt durch Pangbourne, wo er im Ort westlich der Whitchurch Bridge und südlich des Whitchurch Lock in die Themse mündet.